# Prévonloup
Prévonloup es una comuna suiza perteneciente al distrito de Broye-Vully en el cantón de Vaud.
Se sitúa en el límite con el cantón de Friburgo, a medio camino entre Lausana y Friburgo.

## Historia
Se menciona por primera vez en 1336 como Provalour. En 1340 se menciona como Provonlou y en 1440 como Prévondloup. Se fundó probablemente en los siglos XII-XIII y en la Edad Media perteneció al obispado de Lausana.

## Demografía
La comuna ha tenido la siguiente evolución demográfica: